# Bagheria
Bagheria (Baharìa en siciliano) es un municipio italiano de la provincia de Palermo en Sicilia. Cuenta con una población de unos 53.000 habitantes.

## Historia
En 1658, Giuseppe Branciforti, Príncipe de Butera, ex Virrey de Sicilia, se retiró a esta zona y construyó una gran villa. En 1669 uno de los descendientes del príncipe refaccionó el trazado, convirtiéndola en una bien planeada ciudad barroca. Inmediatamente se convirtió en un destino de moda, y se construyeron varias mansiones en el popular estilo barroco siciliano de la época.

## Principales hitos
- Villa Palagonia, renombrada por su compleja escalera externa, su fachada, y diseño del mármol, construida por Tomasso Napoli, abierta actualmente al turismo.

## Cultura
En Bagheria nació el pintor Renato Guttuso, Nino Garajo y el director de cine Giuseppe Tornatore.

Ubicación de la ciudad de Bagheria dentro de la provincia de Palermo.

## Evolución demográfica
| Gráfica de evolución demográfica de Bagheria entre 1861 y 2009 |
|                                                                |
| Fuente ISTAT - Elaboración gráfica por parte de Wikipedia      |